# PostNord Logistics
PostNord Logistics er en logistikvirksomhed. Virksomheden driver virksomhed i Norden.
Virksomheden har sine rødder i Danmark, Finland, Norge og Sverige, og blev skabt af fusioner mellem iværksættervirksomheder samt de danske og svenske postvirksomheder. PostNord Logistics er en af fire selskaber i koncernen PostNord. I 2013 samledes gruppens logistikvirksomheder, som tidligere bestod af 16 selskaber i Norden, under et fælles mærke - PostNord Logistics.
PostNord Logistics har terminaler i Tyskland og 5.000 servicepunkter med 120 terminaler i hele Norden. Forretningen har 8.000 medarbejdere, hvoraf 4.550 er chauffører. Den samlede mængde af varer, der transporteres per dag er 500.000 pakker og 35.000 paller.
PostNord Logistics omsatte i 2013 for 16 000 MSEK 
Koncernchefen er Håkan Ericsson, mens formanden er Jens Moberg.

## Milepæle for virksomheden
- 2013: erhvervede Nordic Cool Logistik og Transbothnia.
- 2012: erhvervede svenske Green Cargo Logistics og de norske selskaber Harlem Transport & Byrknes Auto.
- 2011: erhvervede svenske Nils Hansson Logistics.
- I maj 2011 skiftede gruppen navn til PostNord AB.
- Den 24. juni 2009 gik Post Danmark A/S og Posten AB sammen for at imødekomme efterspørgslen for grænseoverskridende kommunikation og logistik. Kombineret har virksomhederne over 800 års erfaring i branchen.

## Selskaber efter land, som indgår i PostNord Logistics
Sverige
- Transbothnia
- NKL
- Nils Hansson
- Posten Logistik Ab
- Green Cargo TPL

Norge
- Mereco
- Eek
- Byrknes Auto
- Harlem Transport
- Tollpost Globe

Danmark
- Budstikken
- HIT
- Transportgruppen

Finland
- Posten Logistik Oy

## Reference
1. ↑  Nyhetsbrev - www.logistik.to
2. ↑  PostNord Årsredovisning 2013
3. ↑  Ny Styrelseordförande för PostNord - transportochlogistik.se